# イートン郡 (ミシガン州)
イートン郡 (英: Eaton County) は、アメリカ合衆国ミシガン州の郡である。人口は10万9175人（2020年）。郡庁所在地はシャーロットである。名称はアンドリュー・ジャクソン政権時代に陸軍長官を務めたジョン・ヘンリー・イートンに由来している。1837年に法人化した。

## 地理
アメリカ合衆国国勢調査局によると、この郡は総面積1,500 km2 (579 mi2) である。このうち1,493 km2 (576 mi2) が陸地で7 km2 (3 mi2) が水地域である。総面積の0.45%が水地域となっている。

## 人口動勢

2000年人口ピラミッド

2000年国勢調査で、この郡は人口103,655人、40,167世帯、及び28,237家族が暮らしている。人口密度は69/km2 (180/mi2) である。28/km2 (73/mi2) の平均的な密度に42,118軒の住宅が建っている。この郡の人種的な構成は白人90.25%、アフリカン・アメリカン5.29%、先住民0.44%、アジア1.13%、太平洋諸島系0.03%、その他の人種1.17%、及び混血1.70%である。ここの人口の3.21%はヒスパニックまたはラテン系である。
この郡内の住民は26.10%が18歳未満の未成年、18歳以上24歳以下が9.10%、25歳以上44歳以下が28.80%、45歳以上64歳以下が24.60%、及び65歳以上が11.30%にわたっている。中央値年齢は36歳である。女性100人ごとに対して男性は94.60人である。18歳以上の女性100人ごとに対して男性は91.50人である。
この郡の世帯ごとの平均的な収入は49,588米ドルであり、家族ごとの平均的な収入は57,898米ドルである。男性は41,978米ドルに対して女性は29,638米ドルの平均的な収入がある。この郡の一人当たりの収入 (per capita income) は22,411米ドルである。人口の5.80%及び家族の4.10% は貧困線以下である。全人口のうち18歳未満の6.80%及び65歳以上の5.90%は貧困線以下の生活を送っている。

## 都市、村、及び郡区

### 都市
- シャーロット (Charlotte)
- グランドリッジ (Grand Ledge)
- ポッタービル (Potterville)
- ランシング (Lansing：小部分)
- Eaton Rapids
- Olivet

### 村
- サンフィールド (Sunfield)
- バーモントビル (Vermontville)
- Bellevue
- Dimondale
- Mulliken

### 地方自治体に組み込まれていない
- Waverly、CDP

### 郡区
- Bellevue Township
- Benton Township
- Brookfield Township
- Carmel Township
- Chester Township
- デルタチャーター郡区 (Delta Charter Township)
- Eaton Rapids Township
- イートン郡区 (Eaton Township)
- Hamlin Township
- Kalamo Township
- Oneida Charter Township
- Roxand Township
- サンフィールド郡区 (Sunfield Township)
- バーモントビル郡区 (Vermontville Township)
- ウォルトン郡区 (Walton Township)
- ウィンザーチャーター郡区 (Windsor Charter Township)